# Igralište Špinut
Igralište (stadion) Špinut nalazi se u istoimenom predjelu Spinut u zapadnom dijelu Splita. Na njemu djeluje nogometni klub Dalmatinac.

## Glavni teren
Ovaj je stadion bez tartan staze, nema ni reflektore s rasvjetom na glavnom terenu, a ni svoje tribine. Mnogobrojni zainteresirani promatrači, koji prate natjecanja i treninge - gledaju zbivanja na terenu preko ograde igrališta, ili s terase ugostiteljskog objekta NK Dalmatinac. Ugostiteljski objekt - restoran i kafić, smješteni su na gornjem katu, dok se u prizemlju nalaze klupske prostorije i svlačionice. 

## Pomoćni tereni
Pored glavnog - travnatog igrališta - nalazi se više malih - pomoćnih igrališta s umjetnom travom. Ta su igrališta osvijetljena, pa se treninzi i utakmice malog nogometa, mogu održavati i noću.